# Puerto de Saucelle
El puerto de Saucelle es un puerto  de montaña, situado al noroeste de la provincia  de Salamanca, España, que tiene su inicio junto a la frontera con Portugal.

## Situación
Tiene su inicio a 152 metros de altitud, en el Poblado de la presa de Saucelle, elevándose desde ahí hasta los 655 metros de altitud en la localidad de Saucelle, subiendo por tanto un desnivel de más de 500 metros. A lo largo del puerto hay miradores que permiten observar el encajonamiento del Duero, formando parte este puerto del parque natural de Arribes del Duero.